# Herrenvolk-Demokratie
Die Herrenvolk-Demokratie ist ein Regierungssystem, in dem nur eine bestimmte ethnische Gruppe an der Regierung teilnimmt, während andere Gruppen entrechtet sind. Ein verwandtes Konzept ist die Ethnokratie, bei der eine Gruppe den Staat dominiert. Der deutsche Begriff „Herrenvolk“, wurde im Diskurs des 19. Jahrhunderts verwendet, der den Kolonialismus mit der angeblichen rassischen Überlegenheit der Europäer rechtfertigte.

## Inhalt
Diese elitäre Regierungsform wird typischerweise von der Mehrheitsgruppe eingesetzt, um die Kontrolle und Macht innerhalb des Systems aufrechtzuerhalten. Typischerweise fällt es mit dem falschen Vorwand des Egalitarismus zusammen. Es herrscht die Ansicht vor, dass die Minderheit unterdrückt und daran gehindert wird, sich an der Regierung zu beteiligen, wenn die Menschen der Mehrheit Freiheit erlangen und egalitäre Prinzipien vorangetrieben werden. Dieses Prinzip lässt sich in der Entwicklung sowohl der Vereinigten Staaten – insbesondere der Südstaaten – als auch Südafrikas im 19. und 20. Jahrhundert beobachten. In diesen historischen Szenarien führte die Gesetzgebung zwar zu einem allgemeinen Männerwahlrecht und später zu einem allgemeinen Wahlrecht für Weiße, verschärfte jedoch auch die Beschränkungen der politischen Teilhabe von Schwarzen weiter und hielt ihren Entzug des Wahlrechts aufrecht. Südrhodesien und später Rhodesien schränkten das Wahlrecht durch Qualifikationen wie Einkommen und Alphabetisierung ein und beschränkten so das Wahlrecht effektiv auf die weiße Bevölkerung.
Der Begriff wurde erstmals 1967 von Pierre L. van den Berghe in seinem Buch Race and Racism verwendet. In seinem 1991 erschienenen Buch The Wages of Whiteness interpretiert der Historiker David R. Roediger diese Regierungsform im Kontext der Vereinigten Staaten des 19. Jahrhunderts neu und argumentiert, dass der Begriff „Herrenvolk-Republikanismus“ die Rassenpolitik dieser Zeit genauer beschreibt. Die Grundlage des Herrenvolk-Republikanismus ging über die Marginalisierung der Schwarzen zugunsten einer republikanischen Regierung im Dienste der „Herrenrasse“ hinaus. Es wurde behauptet, dass „Schwarzsein“ gleichbedeutend mit Abhängigkeit und Unterwürfigkeit sei und daher im Widerspruch zur republikanischen Unabhängigkeit und zur Freiheit der Weißen stünde. Folglich nutzte der abhängige weiße Arbeiter zu dieser Zeit sein Weißsein, um sich vom abhängigen schwarzen Arbeiter oder der versklavten Person abzuheben und sich über ihn zu erheben. Nach dieser Ideologie waren Schwarze nicht nur „Nicht-Staatsbürger“; Sie waren „Anti-Bürger“, die grundsätzlich gegen die Ideale einer republikanischen Regierung waren.